# Бруно Седерстрем
Бруно Седерстрем (швед. Vilhelm Bruno Söderström; Стокхолм, 28. октобар 1881 — Стокхолм, 1. јануар 1961) бивши шведски атлетичар специјалиста за скок мотком, а повремено скок увис и бацање копља. Био је члан ИФК Стокхолм из Стокхолма.

## Спортска биографија
Седерстрем се такмичио за Шведску на Олимпијским међуиграма1906. одржаним у Атини поводом обележавања десетогодишњице првих модерних Олимпијских игара 1896. где је у скок мотком освојио сребрну медаљу. Бацао је и копље слободним стилом и био трећи, док у скоку увис није успео учи у финале. Медаље освојене на овим међуиграма МОК не признаје као олимпијске.
Две године касније учествовао је на Олимпијски играма одржаним у Лондону. Такмичио се у скоку мотком. Био је трећи.
На националним превенства освојио је 8 медаља у периоду 1900—1907. 
Скок мотком: први (1902, 1904, 1906 и 1907) трећи (1900)
Скок увис: трећи (1900 и 1902)
Бацање копља слобоним стилом: Трећи (1900)
Његов старији брат је Густаф Седерстрем такође атлетичар учесник Летњих олимпијских игара 1900. у Паризу.